# جيمس داوغرتي
جيمس داوغرتي (بالإنجليزية: James Daugherty)‏ هو رسام وكاتب أمريكي، ولد في 1 يونيو 1889 في آشفيل في الولايات المتحدة، وتوفي في 21 فبراير 1974.

## روابط خارجية
- جيمس داوغرتي على موقع ديسكوغز (الإنجليزية)